# 丸山神明社
丸山神明社（まるやましんめいしゃ）とは愛知県名古屋市千種区丸山町に鎮座する神社である。単に丸山神社ともいう。旧社格は村社。

## 概要
創建は16世紀後半、元亀天正年間（1570年 - 1593年）である。古井村から分かれた開拓村であった愛知郡丸山村の氏神として信仰されてきた。
天保5年（1834年）、入り口付近に現存する秋葉常夜灯が建立された。秋葉常夜灯は千種区内では数が少ない。
農耕の神を祀り、毎月1と6の日に野菜市（朝市）が開かれる。
Jリーグクラブの名古屋グランパスのサポーター組織「グランパスS.A」と2005年（平成17年）頃から交流があり、戦勝祈願だけでなく、宮司が「勝獲」の横断幕の揮毫をしている。

## 祭神
天照皇太神
- 元々は開拓村の氏神であり、農耕神である。
- 現在は、名古屋グランパスのサポーターにより必勝の神様としても信仰されている。戦勝祈願の参拝客も訪れる[8]。

## 境内社
八幡社（應神天皇）、春日社（春日大神）を摂社とする。
他に津島社、秋葉社、洲原社、山神社、丸福稲荷社（幟は「丸福稲荷大神」）、丸山天神社（社名碑は「太宰府北野両宮御祭神 丸山天神」）、木霊社、辨天社がある。

## 祭礼
例祭は10月15・16日に行われる大祭である。

## 交通アクセス
- 名古屋市営地下鉄東山線 池下駅より南へ徒歩で約650m（約8分）[9]。
- 参拝者は境内北側駐車場に駐車可能。